# Ebolafloden
Ebolafloden, eller Legbala, är en 250 km lång flod i provinsen Nord-Ubangi i nordvästra Kongo-Kinshasa. Tillsammans med Dwa bildar den Mongalafloden, som i sin tur mynnar ut i Kongofloden. Floden heter Legbala på det lokala språket, ngbandi. Namnet Ebola är en fransk anpassning av Legbala. Under den koloniala tiden användes också namnet Eau blanche.
1976 identifierades ebolaviruset i Yambuko, cirka 100 km från Ebolafloden. Mikrobiologen Peter Piot gav viruset namn efter floden för att inte Yambuko skulle associeras med sjukdomen.